# 帕代韦埃杜
帕代韦埃杜（Padaiveedu），是印度泰米尔纳德邦Namakkal县的一个城镇。总人口10031（2001年）。

## 人口
该地2001年总人口10031人，其中男性5270人，女性4761人；0—6岁人口854人，其中男459人，女395人；识字率55.33%，其中男性为63.36%，女性为46.44%。